# Reprezentacja wyspy Sark w piłce nożnej mężczyzn
Reprezentacja wyspy Sark w piłce nożnej nie jest członkiem FIFA ani UEFA, należy zaś do IIGA. Drużyna ta zagrała cztery mecze podczas turnieju Island Games w 2003 roku, tracąc w nich 70 goli. Reprezentacja była pierwszą w historii turnieju, która nie zdołała zdobyć gola.
Najbardziej doświadczonym zawodnikiem tej drużyny był pięćdziesięciodwuletni były gracz drużyny Huddersfield Town F.C. - Barrie Dewsbury.

## Miejsce zajęte podczas Island Games
1989-2001 - nie brała udziału

2003 - 14.

2005-2017 - nie brała udziału

## Mecze reprezentacji wyspy Sark
1. 29.06.2003, Guernsey: Sark - Gibraltar 0:19
2. 30.06.2003, Guernsey: Sark - Wight 0:20
3. 1.07.2003, Guernsey: Sark - Grenlandia 0:16
4. 3.07.2003, Alderney: Sark - Frøya 0:15

Bilans: 4 spotkania, 0 zwycięstw, 0 remisów, 4 porażki; bramki 0:70